# Fiona O'Shaughnessy
Fiona O'Shaughnessy (nascida em Galway; 1979) é uma atriz irlandesa. Ela é conhecida por seus papeis em Nina Para Sempre (2015), Utopia (2013) e Alexandre (2004).

## Filmografia

### Cinema
| Ano  | Título                            | Papel         | Nota(s)                                                       |
| ---- | --------------------------------- | ------------- | ------------------------------------------------------------- |
| 1999 | Warlock III: The End of Innocence | amiga de Kris |                                                               |
| 2000 | Clubbing                          | Femme Fatale  | curta-metragem                                                |
| 2001 | Freaky Deaky 10 to 1              | desconhecido  | curta-metragem                                                |
| 2003 | Goldfish Memory                   | Clara         |                                                               |
| 2004 | Belonging                         | Stephanie     | telefilme                                                     |
| 2004 | The Halo Effect                   | Suzie         |                                                               |
| 2004 | Alexander                         | enfermeira    |                                                               |
| 2005 | Still Life                        | mulher        | curta-metragem                                                |
| 2005 | Malice Aforethought               | Florence      | telefilme                                                     |
| 2006 | The Secret Language               | Máthair       |                                                               |
| 2007 | Until Death                       | Lucy          |                                                               |
| 2007 | Nightwatching                     | Marita        |                                                               |
| 2009 | Malice in Wonderland              | Hooker        |                                                               |
| 2010 | Outcast                           | Niamh         |                                                               |
| 2015 | Nina Forever                      | Nina          | Indicada – Fangoria Chainsaw Award de Melhor Atriz Codjuvante |
| 2017 | Bluebird                          | Jenny         | curta-metragem                                                |
| 2017 | Vespers                           | Eve           | curta-metragem                                                |
| 2018 | The Overcoat                      | Anna (voz)    | curta-metragem                                                |
| 2020 | Maria e João: O Conto das Bruxas  | mãe           |                                                               |

### Televisão
| Ano       | Título                   | Papel           | Nota(s)                             |
| --------- | ------------------------ | --------------- | ----------------------------------- |
| 2007      | Trouble in Paradise      | Síofra McShane  |                                     |
| 2012      | Vexed                    | Sarah Stockwood | 2.ª temporada; 5° episódio          |
| 2013      | Agatha Christie's Poirot | Katrina         | episódio: "The Labours of Hercules" |
| 2013–2014 | Utopia                   | Jessica Hyde    |                                     |
| 2015      | The Dovekeepers          | Channa          |                                     |
| 2016      | Musketeers               | Juliette        |                                     |
| 2017      | The Living and The Dead  | Martha Enderby  | 2 episódios.                        |
| 2017      | Striking Out             | Meg             |                                     |